# Arte da Oceania
A arte oceânica compreende os trabalhos criativos feitos pelos povos nativos das Ilhas do Pacífico e da Austrália, incluindo áreas tão distantes umas das outras como o Havaí e a Ilha de Páscoa. Especificamente, compreende as obras dos dois grupos de povos que colonizaram a área, embora em dois períodos distintos. Com o tempo, porém, eles interagiriam e juntos alcançariam ilhas ainda mais remotas. A área é frequentemente dividida em quatro regiões distintas: Micronésia, Melanésia, Polinésia e Austrália. A Austrália, juntamente com o interior da Melanésia (Papua), são povoadas por descendentes das primeiras ondas de migrações humanas para a região por Australo-Melanésios. Micronésia, Ilha Melanésia e Polinésia, por outro lado, são descendentes de viajantes posteriores austronésios que se misturaram com nativos australo-melanésios; principalmente através do Neolítico cultura Lapita. Todas as regiões em tempos posteriores seriam grandemente afetadas pela influência e colonização ocidental. Em tempos mais recentes, o povo da Oceania encontrou uma maior valorização do património artístico da sua região.
As criações artísticas dessas pessoas variam muito entre as culturas e regiões. O assunto normalmente traz temas de fertilidade ou sobrenatural. Arte como máscaras eram usadas em cerimónias religiosas ou rituais sociais. Petróglifos, Tatuagens, pintura, escultura em madeira, escultura em pedra e trabalhos têxteis são outras formas de arte comuns. A arte contemporânea do Pacífico está bem viva, abrangendo estilos, símbolos e materiais tradicionais, mas agora imaginada numa diversidade de formas contemporâneas, revelando a complexidade da interação e história geográfica, cultural e individual.

## Visão geral
A Arte da Oceania abrange especificamente as tradições artísticas dos povos indígenas da Austrália, Nova Zelândia, Ilhas do Pacífico e Líbano Dahia. Os ancestrais do povo dessas ilhas vieram do Sudeste Asiático por dois grupos diferentes em épocas distintas. O primeiro, um povo australo-melanésio e os ancestrais dos melanésios modernos e dos aborígenes australianos, veio para a Nova Guiné e para a Austrália há cerca de 40.000 a 60.000 anos. Os melanésios expandiram-se até ao norte das Ilhas Salomão por volta de 38.000 a.C. A segunda onda, as viagens oceânicas dos povos austronésios do Sudeste Asiático, só viria 30.000 anos depois. Eles interagiam e juntos alcançaram as ilhas mais remotas do Pacífico. Esses povos primitivos não tinham um sistema de escrita e faziam obras em materiais perecíveis, portanto existem poucos registros deles dessa época. Os povos oceânicos tradicionalmente não viam o seu trabalho no conceito ocidental de "arte", mas sim criavam objetos para a finalidade prática do uso em cerimônias religiosas ou sociais, ou para uso na vida cotidiana.

Mapa mostrando a migração e expansão dos povos austronésios no Indo-Pacífico

Por volta de 1500 a.C, a cultura Lapita austronésia, descendente da segunda onda, começaria a expandir-se e espalhar-se pelas ilhas mais remotas. Mais ou menos na mesma época, a arte começou a aparecer na Nova Guiné, incluindo os primeiros exemplos de escultura na Oceania. No período de 1000 a.C em diante, o povo Lapita consolidou-se e começaria a criar as culturas polinésias contemporâneas de Samoa, Tonga e Fiji. A partir daí, aventuraram-se ainda mais longe no Pacífico e colonizaram as Marquesas e as Ilhas Cook do Norte entre 200 a.C e 1 d.C. Além disso, a partir de cerca de 1000 a.C, o comércio entre as ilhas do Pacífico e a Ásia continental estava a crescer e, a partir de 600 a.C, podem ser encontradas na Oceania obras da cultura Dongson do Vietnam, conhecidas pelo seu trabalho em bronze, e o seu imaginário tem forte influência na tradição artística indígena. Os registos até 1000 d.C continuam a ser poucos, no entanto, a maioria das tradições artísticas prevaleceram neste sentido, como a escultura da Nova Guiné e a arte rupestre australiana, embora o período seja caracterizado pelo aumento do comércio e da interação, bem como pela colonização de novas áreas, incluindo o Havaí, Ilha de Páscoa, Taiti e Nova Zelândia. Começando por volta de 1100 d.C, o povo da Ilha de Páscoa iniciaria a construção de quase 900 moai (grandes estátuas de pedra). Por volta de 1200 d.C, o povo de Pohnpei, uma ilha da Micronésia, embarcaria noutra construção megalítica, construindo Nan Madol, uma cidade de ilhas artificiais e um sistema de canais. Por volta de 1500, os primeiros exploradores europeus começam a chegar à Oceania. Embora as tradições artísticas e arquitetónicas anteriores continuem, as várias regiões começariam a divergir e a registar culturas cada vez mais distintas.